# Bettotania cinctifemur
Bettotania cinctifemur is een rechtvleugelig insect uit de familie van de veldsprinkhanen (Acrididae). De wetenschappelijke naam van deze soort is voor het eerst geldig gepubliceerd in 1935 door Miller.